# Elecciones generales de Guatemala de 1999
El domingo 7 de noviembre de 1999 hubo elecciones generales en Guatemala para elegir al nuevo presidente, y vicepresidente de la república, así como a 113 diputados del Congreso - 22 a través de listas nacionales y 91 vía los distritos electorales- 330 alcaldes municipales- y 20 diputados al Parlamento Centroamericano
En la primera vuelta de votación, ninguno de los candidatos presidenciales obtuvo más del 50% de los votos y por lo que se realizó una segunda vuelta el domingo 26 de diciembre de 1999, la que fue ganada por Alfonso Portillo del FRG.

## Candidatos presidenciales
Este es el orden de los candidatos presidenciales como estaban en la papeleta presidencial en la primera vuelta del domingo 7 de noviembre de 1999:

### Partidos que sí participaron en la primera vuelta
| Partidos y alianzas | Partidos y alianzas                                     | Candidato presidencial                 | Candidato vicepresidencial     |
| ------------------- | ------------------------------------------------------- | -------------------------------------- | ------------------------------ |
|                     | Partido de Avanzada Nacional                            | Óscar José Rafael Berger Perdomo       | Arabella Castro Quiñónes       |
|                     | Unión del Centro Nacional                               | Danilo Julián Roca Barillas            | Hugo Enrique Argueta Figueroa  |
|                     | Frente Republicano Guatemalteco                         | Alfonso Antonio Portillo Cabrera       | Juan Francisco Reyes López     |
|                     | Alianza Reconciliadora Nacional                         | Flor de María Alvarado Suárez de Solís | Carlos Eduardo Arzú Lima       |
|                     | Movimiento de Liberación Nacional                       | Carlos Humberto Pérez Ródriguez        | Rafael Serrano Gramajo         |
|                     | Frente Democrático Nueva Guatemala                      | Ana Catalina Soberanis Reyes           | Juan León Alvarado             |
|                     | Partido Libertador Progresista                          | Acisclo Valladares Molina              | José Guillermo Salazar Santizo |
|                     | Alianza Democrática                                     | Emilio Eva Sáldivar                    | Julio Celso de León Flores     |
|                     | La Organización Verde Unión Democrática                 | José Enrique Asturias Rudeke           | Haydee Raquel Blandón Sandoval |
|                     | Acción Reconciliadora Democrática                       | Juan Francisco Bianchi Castillo        | Manolo Bendfelt Alejos         |
|                     | Partido DIA Unidad Revolucionaria Nacional Guatemalteca | Álvaro Colom Caballeros                | Vitalino Similox Salazar       |

#### Partidos no participantes
| Símbolo | Símbolo | Partido                           | Motivos                                                                                              |
| ------- | ------- | --------------------------------- | --- |
|         |         | Democracia Cristiana Guatemalteca | Declinaron en presentar binomio presidencial y solo participaron a nivel legislativo y municipal.    |
|         |         | Unidad Nacionalista               | Solo participó en elecciones municipales y diputados distritales.                                    |
|         |         | Partido Laborista Guatemalteco    | Declinaron en presentar candidatos a presidente solo postulando a alcaldías sin lograr ningún cargo. |

##### Encuestas
Este es el Resultado de la última encuesta presidencial que va del 9 al 21 de octubre de 1999.
| Encuestadora | Fecha | M. | Berger            | Bianchi ARDE   | Colom | Portillo | Roca | Valladares PLP | O. | N. |      |     |     |     |      |
| ------------ | ----- | -- | ----------------- | -------------- | ----- | -------- | ---- | -------------- | -- | -- | ---- | --- | --- | --- | ---- |
| Encuestadora | Fecha | M. | Borge & Asociados | 9–21 oct. 1999 | 1000  | 29.6     | 1.2  | 7.0            | O. | N. | 46.2 | 1.2 | 1.6 | 1.2 | 12.0 |

## Elecciones presidenciales
Ninguno de los candidatos ganó una mayoría absoluta en la primera vuelta de las elecciones presidenciales. Los candidatos que obtuvieron mayor número de votos -siendo Alfonso Portillo del FRG y Óscar Berger del PAN- pasaron a la segunda vuelta que se realizó el domingo 26 de diciembre de 1999. El primero de ellos, Alfonso Portillo resultó vencedor en la segunda ronda encabezando en todo el país, con el 68.3% de los votos.
|  | 47.72 % |

|  | 68.31 % |

|  | 30.32 % |

|  | 31.69 % |

|  | 12.36 % |

|  | 3.10 % |

|  | 2.07 % |

|  | 1.28 % |

|  | 1.15 % |

|  | 1.05 % |

|  | 0.60 % |

|  | 0.22 % |

|  | 0.12 % |

|  | 91.42 % |

|  | 68.45 % |

|  | 05.00 % |

|  | 2.23 % |

|  | 3.58 % |

|  | 100.00 % |

|  | 100.00 % |

## Elecciones legislativas

### Candidaturas por Listado Nacional
| Partido Político | Partido Político                   | Primera Casilla En Lista Nacional |
| ---------------- | ---------------------------------- | --------------------------------- |
|                  | Frente Republicano Guatemalteco    | José Efraín Ríos Montt            |
|                  | Partido de Avanzada Nacional       | Emilio Saca Dabdoub               |
|                  | Alianza Nueva Nación (DIA - URNG)  | Alfonso Bauer Paiz                |
|                  | Democracia Cristiana Guatemalteca  | Marco Vinicio Cerezo Arévalo      |
|                  | Partido Libertador Progresista     | Giovanny Eliseo Estrada Zaparolli |
|                  | Acción Reconciliadora Democrática  | Edgar Leonel Ortega Rivas         |
|                  | Frente Democrático Nueva Guatemala | Rosalina Tuyuc Velázquez          |
|                  | Alianza Verde (LOV - UD)           | José Luis Chea Urruela            |
|                  | Unión del Centro Nacional          | Edmond Auguste Mulet Lesieur      |
|                  | Movimiento de Liberación Nacional  | Ulysses Charles Dent Weissenberg  |
|                  | Alianza Democrática                | Rosario Elizabeth Cobar San Juan  |
|                  | Alianza Reconciliadora Nacional    | Jorge Ernesto Francisco Fingado   |

#### Resultados electorales
Las elecciones parlamentarias para la cuarta legislatura después de la apertura política de 1985, en que se disputaron 113 escaños en el Congreso de Guatemala fueron ganados por el FRG con una mayoría parlamentaria absoluta de 63 diputados en el Congreso.
|  | 42.09 % |

|  | 41.36 % |

|  | 26.92 % |

|  | 27.71 % |

|  | 11.04 % |

|  | 10.90 % |

|  | 4.10 % |

|  | 3.23 % |

|  | 3.97 % |

|  | 4.30 % |

|  | 3.01 % |

|  | 3.62 % |

|  | 2.87 % |

|  | 2.52 % |

|  | 2.28 % |

|  | 2.28 % |

|  | 2.03 % |

|  | 1.88 % |

|  | 1.08 % |

|  | 1.02 % |

|  | 0.41 % |

|  | 0.29 % |

|  | 0.20 % |

|  | 0.09 % |

|  | 0.30 % |

|  | 0.27 % |

|  | 0.15 % |

|  | 0.09 % |

|  | 0.05 % |

|  | 88.36 % |

|  | 88.80 % |

|  | 11.64 % |

|  | 11.20 % |

|  | 100.00 % |

|  | 100.00 % |

## Elecciones Municipales
También se llevaron a cabo las elecciones municipales para elegir 330 alcaldes .Sin embargo el  Frente Republicano Guatemalteco encontró la victoria en 153 de las 324 planillas postuladas el Partido de Avanzada Nacional ganó 108 . La coalición ANN (DIA-URNG) ganó 14 jefaturas ediles.
|  | 46.46 % |

|  | 32.72 % |

|  | 7.60 % |

|  | 3.90 % |

|  | 3.03 % |

|  | 1.52 % |

|  | 1.21 % |

|  | 1.21 % |

|  | 1.21 % |

|  | 0.91 % |

|  | 0.30 % |

|  | 0.0 % |

|  | 100.00 % |

## Elecciones al Parlamento Centroamericano
También se celebraron las elecciones al Parlacen donde únicamente 4 partidos ganaron la elección. El Frente Republicano Guatemalteco ganó 10 teniendo la mayor cantidad de diputados de los 20 que estaban en juego.
| Partidos y Alianzas        | Partidos y Alianzas             | Escaños electos |
| -------------------------- | ------------------------------- | --------------- |
|                            | Frente Republicano Guatemalteco | 10/20           |
|                            | Partido de Avanzada Nacional    | 7/20            |
|                            | DIA-URNG                        | 2/20            |
|                            | Partido Libertador Progresista  | 1/20            |
| Total de diputados electos | Total de diputados electos      | 20/20           |